# Valkeakosken Sanomat
Valkeakosken Sanomat är en finländsk femdagarstidning som sedan 1921 utkommer i Valkeakoski. 
Valkeakosken Sanomat, som var veckotidning fram till 1928, har trots ambitioner att vidga spridningsområdet på 1940- och 1950-talen förblivit en lokaltidning för Valkeakoski. Den stod tidigare under starkt inflytande av skogskoncernen Yhtyneet Paperitehtaat som hade sitt säte i staden. Utgivare är idag Alma Media-dotterbolaget Suomen Paikallissanomat Oy (grundat 1993). Upplagan var 2008 omkring 7 900 exemplar.